# Hoplopleura trispinosa
Hoplopleura trispinosa är en insektsart som beskrevs av Kellogg och Ferris 1915. Hoplopleura trispinosa ingår i släktet Hoplopleura och familjen gnagarlöss. Inga underarter finns listade i Catalogue of Life.